# Rudolf Herzog (Altphilologe)

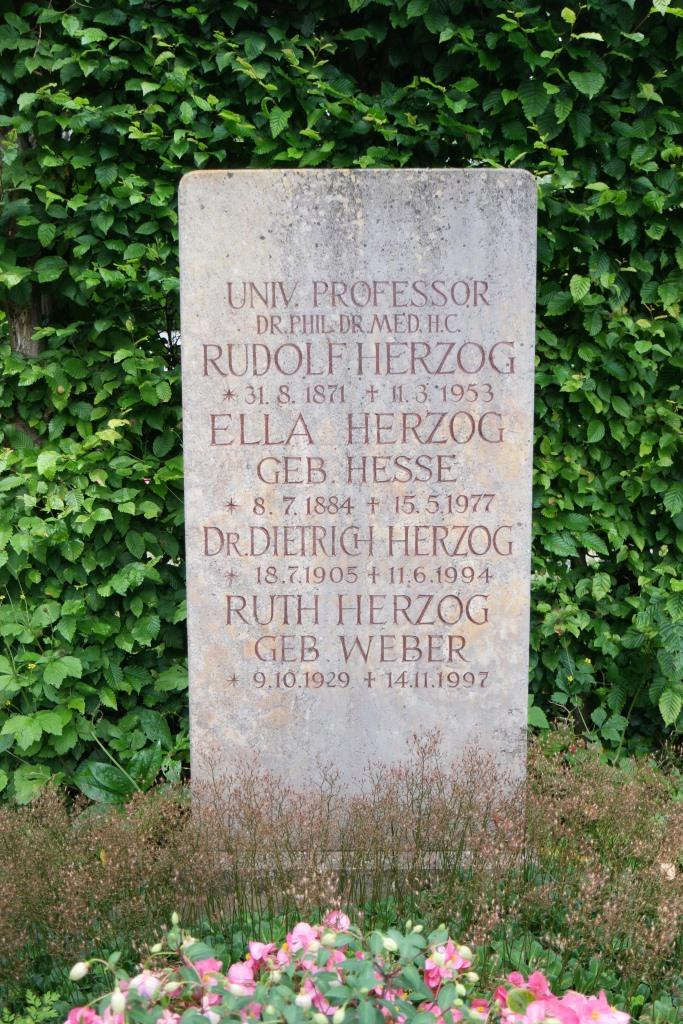
Grab des Philologen und Medizinhistorikers Rudolf Herzog (1871–1953) auf dem Friedhof in Pullach, Bayern.

Rudolf Ludwig Friedrich Herzog (* 31. August 1871 in Tübingen; † 11. März 1953 in Großhesselohe) war ein deutscher Altphilologe, Archäologe und Medizinhistoriker.

## Leben
Als Sohn des Tübinger Professors Ernst Herzog (1834–1911) besuchte Rudolf Herzog das Gymnasium und die evangelisch-theologischen Seminare Maulbronn und Blaubeuren. Nach dem Studium der Klassischen Philologie an den Universitäten Bonn, Berlin und Tübingen wurde er 1894 promoviert. Als Tübinger Student schloss er sich im Wintersemester 1889/90 der Akademischen Verbindung Igel zu Tübingen an. Von 1895 bis 1897 stand er im württembergischen Gymnasialdienst und erhielt 1897/98 das Reisestipendium  des Deutschen Archäologischen Instituts, das ihn zu den Stätten der Antike im Mittelmeerraum und vor allem auf die Insel Kos führte. Nach seiner Habilitation wurde er 1899 zunächst Privatdozent und 1903 außerordentlicher Professor. Von 1900 bis 1907 führte er unter anderem Ausgrabungen des von ihm entdeckten Asklepieion von Kos durch. Vom 17. Juli 1909 bis zum Ende des Wintersemesters 1913/14 war er ordentlicher Professor und Ordinarius der griechischen Philologie in Basel in der Nachfolge von Ferdinand Sommer. Er nahm 1914 einen Ruf an die Universität Gießen als ordentlicher Professor der Klassischen Philologie und Nachfolger Alfred Körtes an; sein Kollege war dort Karl Kalbfleisch. 1928 wurde er für ein Jahr zum Rektor der Universität Gießen gewählt und 1933 zum Kanzler ernannt. 1936 erfolgte seine Emeritierung. Bereits zum 1. November 1931 war er der NSDAP beigetreten (Mitgliedsnummer 692.797).
Am 5. Juli 1934 gab er ein „merkwürdige[s] Votum ab“, das einen Ruf von Karl Reinhardt und Friedrich Pfister nach Gießen verhinderte.
Rudolf Herzog erhielt 1933 die Ehrendoktorwürde der Medizinischen Fakultät der Universität Rostock und wurde 1941 ordentliches Mitglied der Bayerischen Akademie der Wissenschaften. Als Mitglied des Deutschen Gymnasialvereins war er bis 1945 dessen letzter Vorsitzender.
Er war der Großvater väterlicherseits des Filmemachers Werner Herzog.

## Schriften (Auswahl)
- Koische Forschungen und Funde. Dieterich, Leipzig 1899 (Nachdruck Olms, Hildesheim 1983, ISBN 3-487-07063-4).
- Aus der Geschichte des Bankwesens im Altertum: Tesserae nummulariae. A. Töpelmann, Gießen 1919.
- Die Stellung der Philologie in der Universität. A. Töpelmann, Gießen 1929 (Rede zur Jahresfeier der Hessischen Ludwigs-Universität am 1. Juni 1929).
- Die Wunderheilungen von Epidaurus. Ein Beitrag zur Geschichte der Medizin und der Religion (= Philologus. Supplementband 22,3). Dieterich, Leipzig 1931.
- (mit Günther Klaffenbach) Asylieurkunden aus Kos. Akademie-Verlag, Berlin 1952 (Abhandlungen der Deutschen Akademie der Wissenschaften zu Berlin. Klasse für Sprachen, Literatur und Kunst. Jg. 1952, Nr. 1).